# Ole Riisgaard
Ole Riisgaard (født 20. juni 1966 i Brovst) er direktør for SIND – Landsforeningen for psykisk sundhed.
Student 1985. Cand.scient.pol. fra Institut for Statskundskab ved Århus Universitet 1995.
Ansat i Arbejdsmarkedsstyrelsen, Erhvervsministeriet og Fødevarestyrelsen 1995-2009, samt Københavns kommunes socialforvaltning 2009-2012 og Lejre kommune 2012-2013.
Sekretariatschef i SIND – Landsforeningen for psykisk sundhed 2013 og direktør fra 2016.
Ole Riisgaard har 1998-2013 siddet i SF - Socialistisk Folkepartis hovedbestyrelse/landsledelse og 2000–2006 i SFs forretningsudvalg. Han var folketingskandidat for SF på Nørrebro 2001-2011.